# Loxosceles aurea
Loxosceles aurea là một loài nhện trong họ Sicariidae.
Loài này thuộc chi Loxosceles. Loxosceles aurea được miêu tả năm 1973 bởi Gertsch.